# 龙头站 (辽宁省)
刘家村站是位于辽宁省大连市龙头街道的一个铁路车站。有旅顺支线经过该站。为四等站，现已撤销。距离周水子站39公里，离旅顺站13公里。隶属中国铁路沈阳局集团管辖。
1. ↑  铁道部电子计算技术中心, 铁道部运输局. . 北京: 中国铁道出版社. 1998: 131. ISBN 9787113030995.